# Dvonadstropno letalo
Dvonadstropno letalo je letalo, ki ima dve ravni palube za potnike ali pa za tovor. Sicer ima skoraj vsako večje potniško letalo pod potniško kabino prostor za tovor, vendar se po navadi za dvonadstropne obravnava letala, kot so Airbus A380 ali pa Boeing 747.

## Seznam dvonadstropnih letal
Dvonadstropna potniška letala
- Airbus A380
- Boeing 747
- Breguet 761, 763 in 765

Dvonadstropni leteči čolni
- Boeing 314 Clipper
- Dornier Do-X
- Short Sandringham
- Short Empire
- Saunders-Roe Princess

Tovorna letala, ki imajo ločeno raven za potnike
- Antonov An-225
- Antonov An-124 Ruslan
- Lockheed C-5 Galaxy
- Boeing C-97 Stratofreighter
- Douglas C-124 Globemaster II
- Short Belfast
- Lockheed R6V Constitution
- Blackburn Beverley

Dvonadstopna tovorna letala
- Aviation Traders Carvair
- Armstrong Whitworth AW.660 Argosy
- Bristol Freighter
- Convair XC-99
- Douglas C-124 Globemaster II

Predlagana dvonadstropna letala
- McDonnell Douglas MD-12
- Suhoj KR-860